# Ostrovo (Veliko Gradište)
Ostrovo es un pueblo ubicado en el municipio de Veliko Gradište, en el distrito de Braničevo, Serbia.

## Superficie
Posee una superficie de 11,26 kilómetros cuadrados.

## Demografía
Hasta 2011 la población era de 264 habitantes, con una densidad de población de 23,45 habitantes por kilómetro cuadrado.